# Будинок дитячої та юнацької творчості (Козельщина)
Козельщинський Будинок дитячої та юнацької творчості (Козельщина) — позашкільний заклад освіти у Козельщині.
Гурткова робота ведеться за 10 напрямками. Працює 20 гуртків, які відвідує 748 дітей різного віку.

## Історія
Заклад було створено у 1943 році під назвою «районний клуб». Із 1956 року заклад діяв під назвою «Районний піонерський будинок». У позашкільному закладі працювали такі гуртки: юннатів, по вивченню трактора, танцювальний, туристичний, спортивний, шаховий, радіо та фото, а також гурток лялькового театру. Приміщення Будинку складалося із декількох кімнат, розташованих у приміщенні нинішнього Козельщинського монастиря Різдва Пресвятої Богородиці. У 1990—1991 роках назву «Будинок піонерів» було змінено на назву «Будинок дитячої та юнацької творчості».

## Діяльність
Діяльність педколективу Будинку дитячої та юнацької творчості реалізується за трьома основними напрямками:
- освітня діяльність (робота гуртків);
- масова робота (заходи з виховання патріотичних почуттів, державної свідомості, народознавства, благодійні акції, концерти, новорічні ранки, організація дозвілля дітей під час канікул, заходи у дитячому притулку «Промінь», участь у проведенні загальнорайонних заходів);
- інструктивно-методична робота (підготовка та проведення семінарів для педагогів загальноосвітніх шкіл району, розробка методичних рекомендацій, сценаріїв масових заходів, підбір методичної літератури, вивчення та узагальнення найкращого педагогічного досвіду).

Із 2008 року у Будинку творчості діє музей етнографії, зареєстрований Головним управлінням освіти і науки Полтавської обласної державної адміністрації (Наказ Головного управління освіти і науки від 21.01.2009 р.).
Зараз Будинок дитячої та юнацької творчості  — комплексний позашкільний навчальний заклад, в якому працюють 20 гуртків за напрямами позашкільної освіти: художньо-естетичним, науково-технічним, еколого-натуралістичним, фізкультурно-спортивним, гуманітарним, дослідницько-експериментальним. Понад 700 вихованців мають можливість розвивати інтереси до різних видів творчої діяльності відповідно до нахилів та здібностей.
Результати гурткової роботи та творчі вміння вихованців виявляються в ході творчих звітів, загальнорайонних виставок, під час проведення фестивалів дитячої творчості, районних та обласних конкурсів тощо.